# Kniha o Blanche a Marii

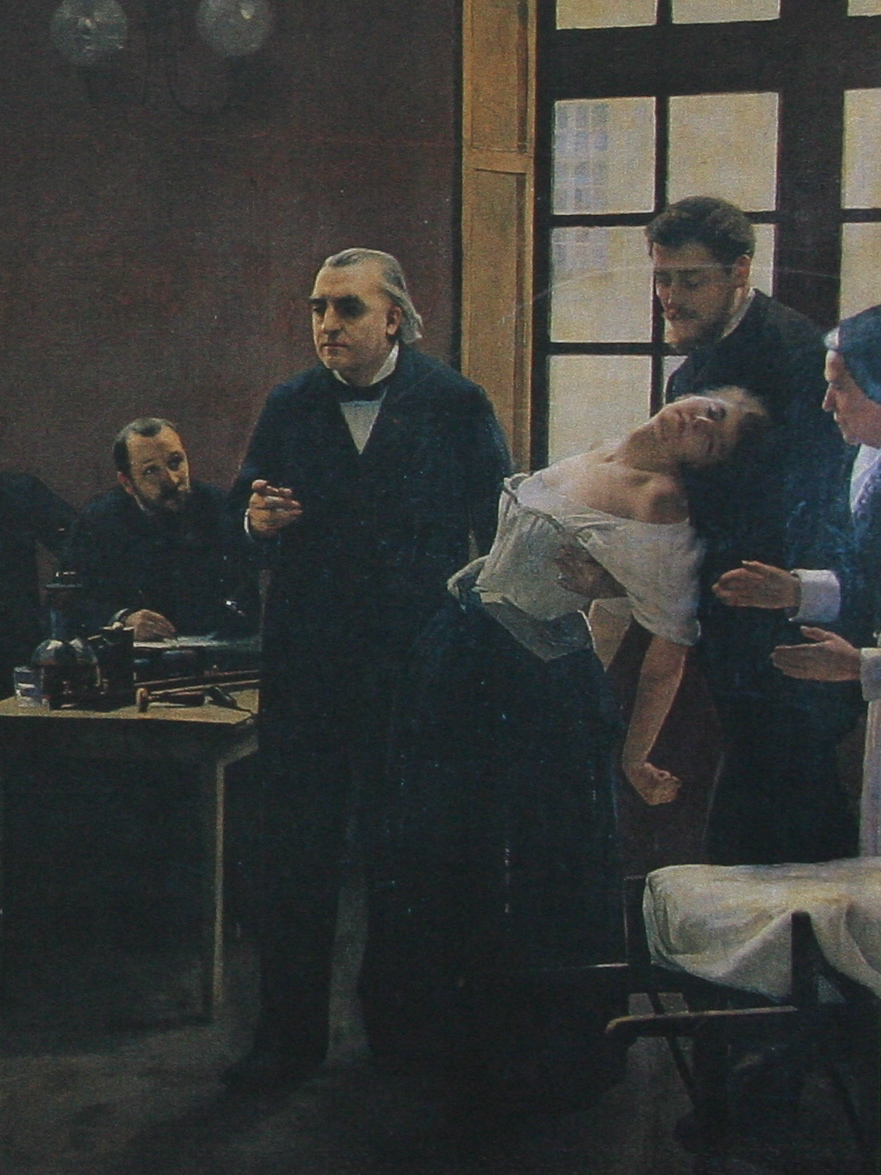
Klinická přednáška v Salpêtrière, obraz od A. Brouilleta. Blanche Wittmanová je zobrazená v náručí J. Babinského při záchvatu hysterie.

Kniha o Blanche a Marii je román švédského spisovatele P. O. Enquista z roku 2004 (název v originále: Boken om Blanche och Marie).
Kniha líčí fiktivní životopis Blanche Wittmanové, pacientky doktora a zakladatele psychiatrie J. M. Charcota, založený na deníku, který si Blanche údajně psala za svého života. Tato žena vystupuje v románu jako pomocnice Marie Curie v ústavu, který se dnes nazývá Institut Curie, a umírá na následky vystavení radioaktivnímu ozáření poté, co jí byly amputovány obě nohy a paže.
Archivy Curieova Institutu dokazují, že Blanche Wittmannová nikdy nebyla asistentkou Marie Curie. Tohoto spojení však autor využívá k tomu, aby názorně spojil dva prvky moderního světa, které se objevily ve stejné době - objev radioaktivity a vznik psychiatrie. Román se zabývá vztahem vědy a etiky, také realisticky popisuje tehdejší společnost a postavení žen v ní. Z tohoto hlediska má tedy román dokumentární povahu, ačkoliv řada popisovaných událostí je smyšlena.
V češtině kniha vyšla roku 2007 v překladu Z. Černíka. Její první divadelní adaptaci v nastudování režiséra J. Nebeského uvádí pod názvem Blanche a Marie Divadlo Na zábradlí s premiérou 21. února 2009.